# Loggia dei Carraresi
La Loggia dei Carraresi è un edificio storico di Padova situato in via Accademia. Costituisce l'ultima parte sopravvissuta per intero della Reggia Carrarese, la grande residenza dei Da Carrara, signori di Padova. Dal 2021 è inclusa dall'UNESCO tra i patrimoni dell'umanità nel sito dei cicli di affreschi del XIV secolo di Padova.

## Storia
Il complesso della Reggia, fatto costruire fra il 1339 e il 1343, comprendeva un Palazzo di ponente (più antico) e un Palazzo di levante, collegati fra loro mediante un edificio centrale e con un ampio cortile interno che corrispondeva grossomodo all'odierna piazza Capitaniato. Dal Palazzo di ponente partiva il cosiddetto traghetto alle mura, un passaggio sopraelevato, percorribile anche a cavallo, che univa la Reggia alla cinta muraria, al Castello e alla Torlonga. Questo permetteva al Signore un più facile spostamento, oltre che una maggior possibilità di fuga in caso di pericolo.

## Descrizione

### Esterno
Nel corso dei secoli, il complesso degli edifici della Reggia ha subito un inevitabile degrado con demolizioni e modifiche, e il fronte della loggia è l'unica struttura rimasta quasi intatta. Caratterizzata da un doppio ordine di nove snelle colonne in marmo rosa di Verona disposte su due livelli, a formare due portici sovrapposti con copertura aggettante, la loggia fu realizzata su disegno di Domenico da Firenze e fu voluta da Ubertino da Carrara per "poter passeggiare in terra e in alto riparato dalla pioggia".

### Interno
Nelle stanze retrostanti, si trova la Sala delle Adunanze dove è presente ciò che resta della Cappella privata, terminata prima del 1354 quando fu ospite il futuro imperatore Carlo IV; vi si trovano alcuni affreschi del Guariento raffiguranti episodi biblici. La copertura era decorata di blu con stelle d'oro e aveva al centro tondi lignei raffiguranti La Madonna con il Bambino e i quattro Evangelisti (di cui ai Musei Civici rimangono la Madonna e san Matteo). Tra le pareti e il soffitto erano disposte cinquanta tavole dipinte con le Gerarchie Angeliche, in parte conservate ai Musei Civici.Un'ala della loggia fu demolita nel 1877 dall'architetto Camillo Boito per fare posto all'adiacente scuola elementare Reggia Carrarese, all'indomani dell'entrata in vigore della legge Coppino del 15 luglio 1877 sull'obbligo dell'istruzione primaria. Tale progetto fu premiato alla Mostra Didattica di Roma e all'Esposizione nazionale italiana di Milano del 1881. Dove è collocata la scuola esisteva il "bruollo dai pozuoli di soto", dalla cronaca del Gatari, cioè un frutteto adiacente ai parapetti del portico inferiore.
La Loggia è ciò che resta del Palazzo di ponente ed è tuttora sede dell'Accademia Galileiana di Scienze, Lettere ed Arti. Nelle sue sale è esposta la famosa mappa di Padova realizzata in china e acquarellata a seppia dal cartografo e accademico Giovanni Valle nel 1784, che si avvalse per primo dei calcoli trigonometrici per le sue piante e prima pianta di Padova realizzata con misure in scala. All'interno si trovano l'Anticamera dei Cimieri dove trionfano i medaglioni contenenti i cimieri Carraresi alternati al simbolo del carro e la Camera dei Carri dove è rimasta una decorazione a finto tessuto ad arabeschi con cimieri e carri.